# Wettermenge
Als Wettermenge bezeichnet man im Bergbau sowohl das im Grubengebäude oder in einzelnen Grubenbauen befindliche, als auch das in das Grubengebäude ein- oder ausströmende oder durch einzelne Grubenbaue oder durch Wetterbauwerke strömende Volumen an Wettern. Dabei ist die Wettermenge im Abwetterstrom aufgrund von Ausgasungen oder physikalischen Vorgängen stets größer als die Wettermenge der Frischwetter. Die Kenntnis der erforderlichen Wettermenge wird zur Dimensionierung der Streckenquerschnitte und zur Bestimmung des geeigneten Grubenlüfter benötigt.

## Grundlagen und Geschichtliches
Der Bedarf an Wettern ist in jedem Bergwerk unterschiedlich groß. Dabei hängt die benötigte Wettermenge zunächst einmal davon ab, wie viele Bergleute sich Untertage aufhalten. Ein weiterer, die Wettermenge bestimmender Faktor, ist die in dem jeweiligen Grubenbau herrschende Temperatur. Letztendlich ist die Wettermenge auch davon abhängig, ob in dem jeweiligen Bergwerk Schlagwetter entstehen können. Im 19. Jahrhundert wurden in den Bergwerken nur geringe Wettermengen benötigt. Mit zunehmender Teufe und größer werdenden Grubengebäuden änderte sich dies erheblich. Bis Anfang der zweiten Hälfte des 19. Jahrhunderts gab es auch keine zuverlässigen Angaben, wie groß die Wettermengen waren, die den jeweiligen Untertagebetrieben zugeführt wurden. Dies änderte sich erst nach dem Jahr 1860, als eine Kommission in den Jahren 1861 und 1863 auf 23 Bergwerken des Dortmunder Bergamtsbezirkes Wettermessungen durchführte. Von der Schlagwetterkommission wurde ein Regelwerk über Grundsätze einer guten Wetterwirtschaft herausgegeben. Besonders wurde dieses dann in der Bergpolizei-Verordnung des Königlichen Oberbergamtes zu Dortmund aus den Jahren 1887/88 geregelt.

## Planung der Wettermenge
Bei der Planung der erforderlichen Wettermenge muss unterschieden werden, ob ein Bergwerk "gasbringend" ist oder nicht. Bei Salz- oder Erzbergwerken kann der Bedarf an Wettern entsprechend der Anzahl von Personen, die sich Untertage aufhalten, geplant werden. Hier wird als Planungsgrundlage für die notwendige Wettermenge die Anzahl der Bergleute auf der am stärksten belegten Schicht berücksichtigt. Dort, wo mit offenem Geleucht gearbeitet wird, muss auch dies bei der Planung berücksichtigt werden. In Bergwerken, in denen Grubenpferde eingesetzt werden, muss die Zahl der Pferde ebenfalls Berücksichtigung bei der Planung der erforderlichen Wettermenge finden. Bei größeren Teufen ist es oftmals auch erforderlich, eine Wetterkühlung durch eine größere Wettermenge zu erzielen. Werden in einem Grubenbau Fahrzeuge mit Dieselmotoren eingesetzt, muss die Wettermenge für diesen Grubenbau separat ermittelt werden. Für die hierfür erforderliche Wettermenge muss gemäß den Technischen Regeln für Gefahrstoffe (TRGS 554) pro Fahrzeug entweder ein rechnerischer Nachweis erbracht werden, oder ohne rechnerischen Nachweis eine spezifische Wettermenge pro kW Motorleistung von 3,4 Kubikmeter pro Minute erbracht werden. Bei sogenannten gasbringenden Gruben muss die Wettermenge pro Grubenbau deutlich höher bemessen werden. Hier ist es erforderlich, dass die Gefahr, die durch die freiwerdenden Gase entsteht, beseitigt wird. Aus diesem Grund muss in Schlagwettergruben die einzubringende Wettermenge um ein Vielfaches höher sein als in anderen Bergwerken. Durch die höhere Wettermenge werden die schädlichen Gase verdünnt, dadurch auf ein unschädliches Maß reduziert und abgewettert.

## Vergrößerung der Wettermenge
Die optimale Wettermenge, die durch einen Grubenbau strömen kann, hängt von der Beschaffenheit des Grubenbaues und von der Wettergeschwindigkeit in dem jeweiligen Grubenbau ab. Soll die Wettermenge in einem Grubenbau erhöht werden, so lässt sich dies relativ einfach durch Erhöhung der Wettergeschwindigkeit erreichen. Allerdings ist diese Maßnahme aus Gründen der Sicherheit nur bedingt durchführbar. Auch führt eine Erhöhung der Wettergeschwindigkeit zu einer Erhöhung der Depression. Eine weitere Maßnahme ist es, die Wetterwege zu verbreitern. Dadurch gelingt es, bei gleicher Depression eine größere Wettermenge in den Grubenbau strömen zu lassen. Die Wettermenge, die durch einen Grubenbau oder ein Wetterbauwerk strömt, wird bei ihrem Weg durch die Wetterwege sehr stark durch den Wetterwiderstand beeinflusst. Durch Verringerung des Wetterwiderstandes, z. B. durch Ausmauerung oder Betonierung der Stöße, lässt sich die Wettermenge ebenfalls vergrößern.